# Хассо, Сигне
Сигне Хассо, иногда Сигни Хассо (швед.  Signe Hasso; 15 августа 1915, Стокгольм — 7 июня 2002, Лос-Анджелес) — шведская и американская актриса театра и кино.

## Биография
Окончила актёрскую школу при Королевском драматическом театре Швеции, училась вместе с Ингрид Бергман, Гуннаром Бьёрнстрандом. В 1933—1939 годах играла на сцене театра «Драматен» в пьесах Шиллера, Ибсена, Стриндберга, Гофмансталя, О’Нила.
В 1933 году дебютировала в кино. В 1933—1941 годах была замужем за кинооператором Харри Хассо, взяла его фамилию. В 1940 году вместе с мужем переехала в США, заключила контракт с RKO Radio Pictures, затем — с Metro-Goldwyn-Mayer. Играла с Гэри Купером, Спенсером Трейси, Джорджем Рафтом, Джином Локхартом, Бобом Хоупом и другими.
После 1950 года редко появлялась на киноэкране, зато много работала на телевидении, играла на Бродвее (в том числе, в драме Бернарда Шоу «Тележка с яблоками»), опубликовала несколько романов и книг стихов.
В 1953 году вместе с Харри Хассо поставила фильм «Мария Иоанна».
В 1957 году её сын Генри погиб в автокатастрофе.
Скончалась в клинике от пневмонии. До последнего дня рядом с ней был её друг, актёр Петер Стормаре.

## Избранная фильмография

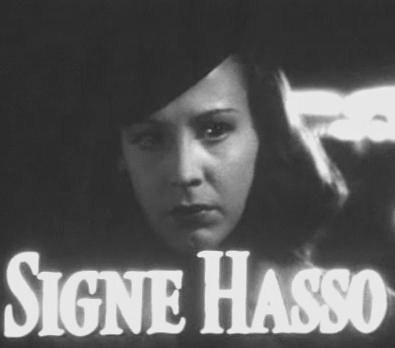
Сигне Хассо в фильме Джонни Эйнджел, 1945

| Год  |    | Русское название             | Оригинальное название        | Роль                  |
| ---- | -- | ---------------------------- | ---------------------------- | --------------------- |
| 1943 | ф  | Небеса могут подождать       | Heaven Can Wait              | мадмуазель            |
| 1945 | ф  | Дом на 92-й улице            | The House on 92nd Street     | Эльза Гебхардт        |
| 1945 | ф  | Джонни Эйнджел               | Johnny Angel                 | Полетт Жирар          |
| 1946 | ф  | Странный треугольник         | Strange Triangle             | Франсин Хьюбер        |
| 1947 | ф  | Двойная жизнь                | A Double Life                | Брита Каурин          |
| 1948 | ф  | До края земли                | To the Ends of the Earth     | Энн Грант             |
| 1950 | ф  | За стеной                    | Outside the Wall             | Селия Бентнер         |
| 1950 | ф  | Это не может случиться здесь | Sånt händer inte här         | Вера Ирмелин          |
| 1963 | с  | Бонанза                      | Bonanza                      | Кристина Вандерворт   |
| 1964 | с  | За гранью возможного         | The Outer Limits             | Лорал Маршалл         |
| 1974 | с  | Улицы Сан-Франциско          | The Streets of San Francisco | мадам Ольга Васильева |
| 1976 | тф | Шерлок Холмс в Нью-Йорке     | Sherlock Holmes in New York  | фройляйн Райхенбах    |
| 1978 | с  | Старски и Хатч               | Starsky & Hutch              | Маша Баровника        |
| 1981 | с  | Частный детектив Магнум      | Magnum, P.I.                 | Люсия Принс           |
| 1982 | с  | Слава                        | Fame                         | Фрида Гауэр           |
| 1983 | с  | Супруги Харт                 | Hart to Hart                 | Мария                 |
| 1984 | с  | Каскадёры                    | The Fall Guy                 | Кэтрин Довиль         |

## Награды
- Орден Васы (1972)
- Звезда на голливудской «Аллее славы».